# Gershøj
Gershøj er en lille havneby på Midtsjælland med 696 indbyggere  (2024). Gershøj er beliggende i Gershøj Sogn på Hornsherred ved Roskilde Fjord seks kilometer øst for Kirke Hyllinge og seks kilometer syd for Skibby. Byen tilhører Lejre Kommune og er beliggende i Region Sjælland.
Gershøj Kirke ligger i Gershøj.